# 花都廣場
花都廣場（英語：Flora Plaza）位於香港新界北區粉嶺百和路88號，是一個私人屋苑，於1995年落成，前身為田心臨時房屋區，發展商為恆基兆業地產和華懋集團，是粉嶺南第2個落成的大型私人屋苑，北區最大私人屋苑，亦是現時差餉物業估價署『較受歡迎屋苑的售價指數』的指標屋苑之一。

## 歷史
屋苑前身為田心臨時房屋區，發展商在1990年代購得地皮，首批單位在1995年底開售，370方呎的2房單位售價約97萬，而3房單位售價約150萬，呎價約2940元。在1996年新春期間，發展商舉行名為「花都置業送大禮、黃金巨獎迎新歲」的抽獎活動，頭獎買家可獲千足黃金228両、二獎及三獎分別獲108及38両，而16名「幸運獎」，各獲8両金。

## 住宅
花都廣場共建有10幢樓高36層的住宅樓宇，提供2710個住宅單位，兩房戶佔約七成，實用面積370至410餘方呎，其餘單位為520餘方呎的三房戶。不過單位實用率較低，僅約七成至七成半，其中三房戶設有走廊及玄關位。各座的高層單位能遠眺四周翠綠山景，而中低層單位以樓景和華明商場景為主。
| 大廈名稱（座數） | 樓宇層數 | 每層伙數               | 每座單位總數（伙） | 實用面積（呎）          | 入伙年份 |
| ---------------- | -------- | ---------------------- | ------------------ | ----------------------- | -------- |
| 1座              | 36       | 8                      | 272                | 370／392／413／526      | 1995年   |
| 2座              | 36       | 8                      | 272                | 370／392／413／526      | 1995年   |
| 3座              | 36       | 4（3樓）／8（4－36樓） | 268                | 370／392／413／526      | 1995年   |
| 4座              | 36       | 4（3樓）／8（4－36樓） | 268                | 370／392／413／526／536 | 1995年   |
| 5座              | 36       | 6（3樓）／8（4－36樓） | 270                | 370／392／413／526      | 1995年   |
| 6座              | 36       | 8                      | 272                | 370／392／413／526      | 1995年   |
| 7座              | 36       | 8                      | 272                | 370／392／413／526      | 1995年   |
| 8座              | 36       | 8                      | 272                | 370／392／413／526      | 1995年   |
| 9座              | 36       | 8                      | 272                | 370／392／413／526      | 1995年   |
| 10座             | 36       | 8                      | 272                | 370／392／413／526      | 1995年   |

## 設施
物業設有大型會所，設施包括健身室、網球場、兒童遊樂場、泳池、壁球室及蒸氣浴室等；此外，物業基座附設購物廣場及大型停車場及室內單車停泊處。

## 購物商場
商場樓高2層，樓面面積約15萬平方呎，設有不同形式的商舖，當中食肆種類繁多，包括港、粵、滬、滇、臺、日、越、美。而商場亦設有超級市場、個人護理店、多間服飾店、補習社、地產等。主要租戶包括：麥當勞、必勝客、福滿庭酒家、齊栢林熱狗、阿波羅、美心西餅、日本城、eCOSWAY、惠康welcome fresh、萬寧、阿士伯鹽水雞、爭鮮壽司KFC、天然工房A-1、八方雲集、吉野家、譚仔三哥雲南米線、聚興樓、唐記包點、Pizza Hut等。1樓設通道和天橋連接華明邨和華心邨。

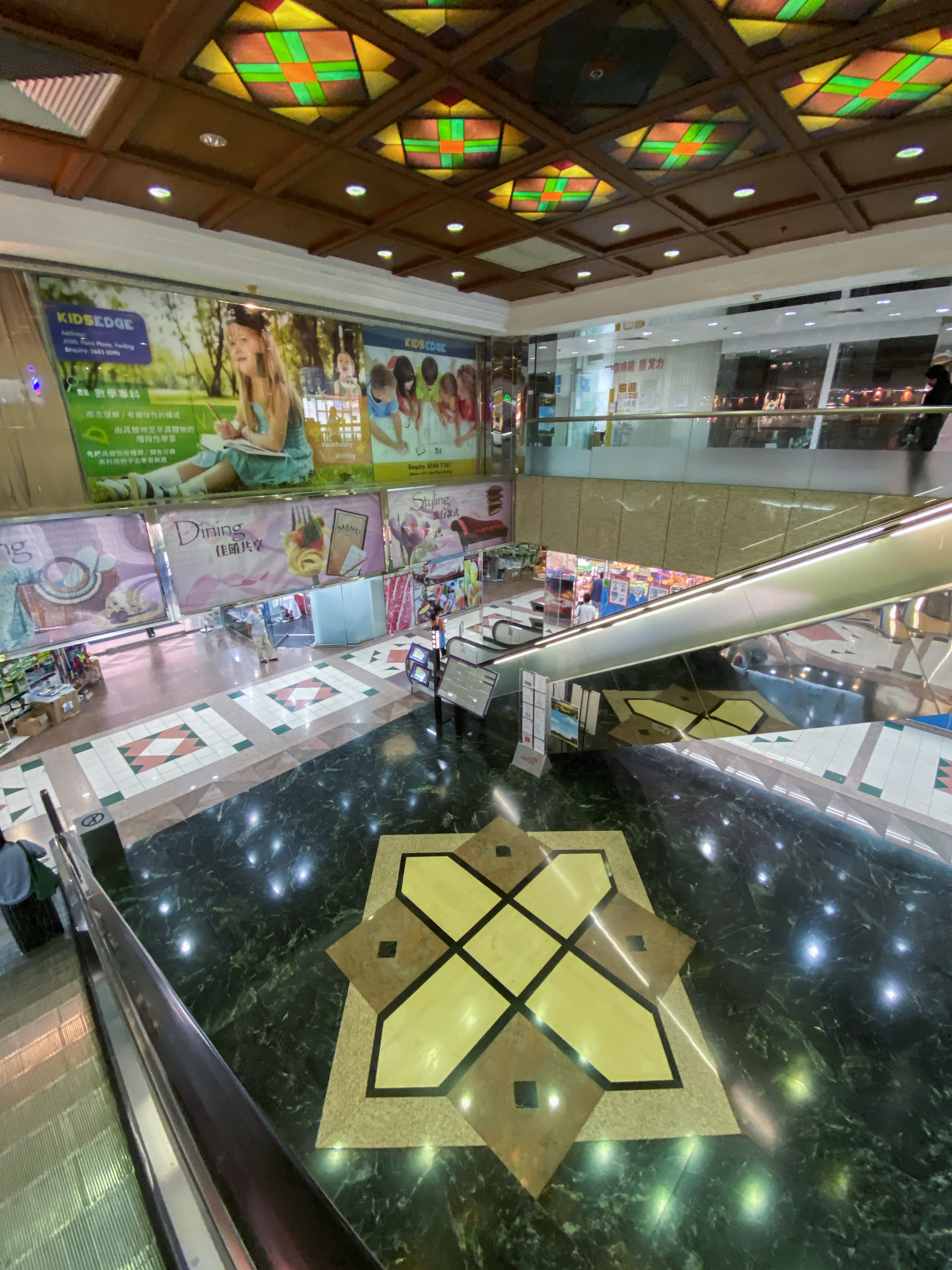
商場中庭
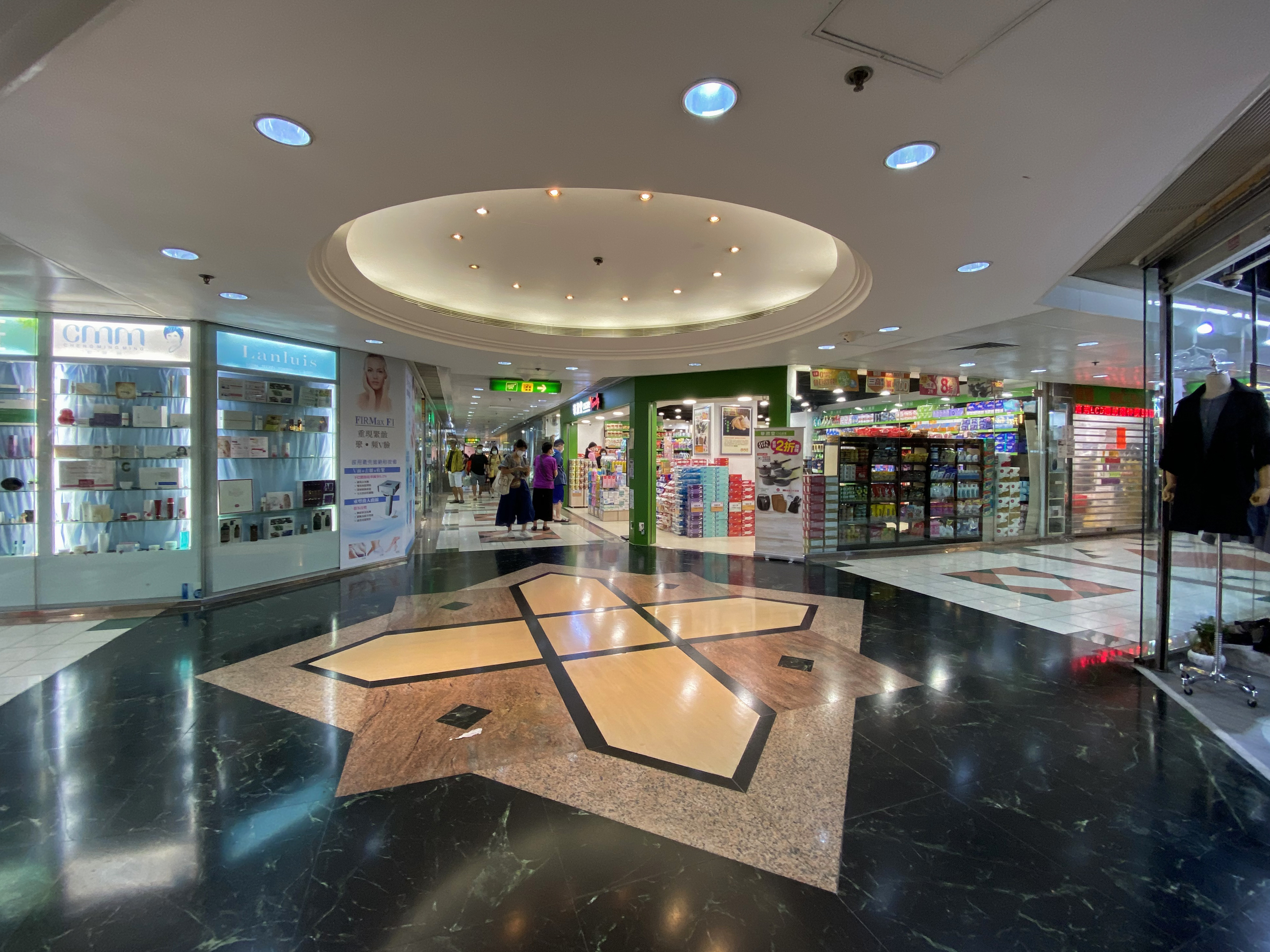
商場地下
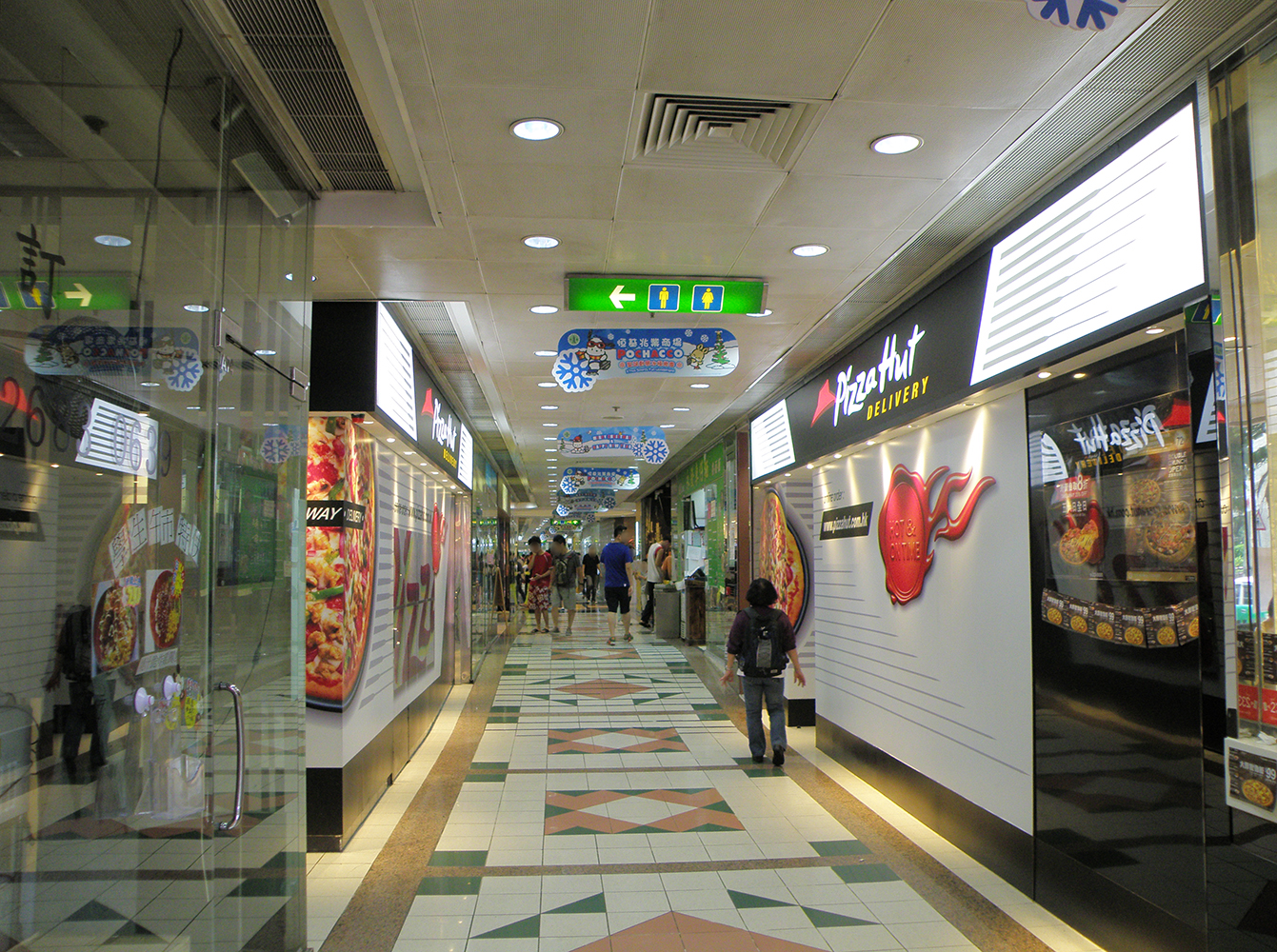
商場地下斜道
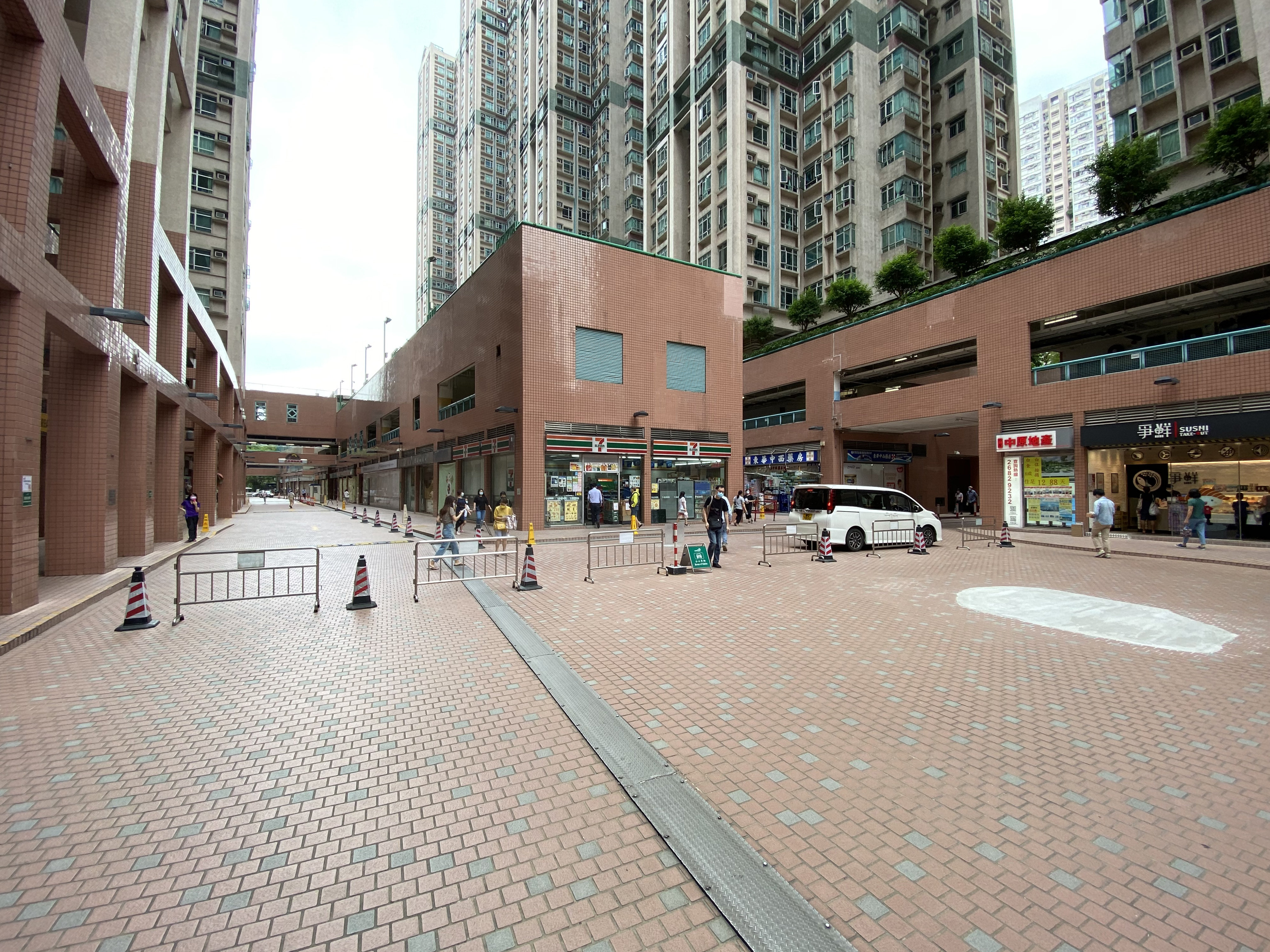
外圍商店
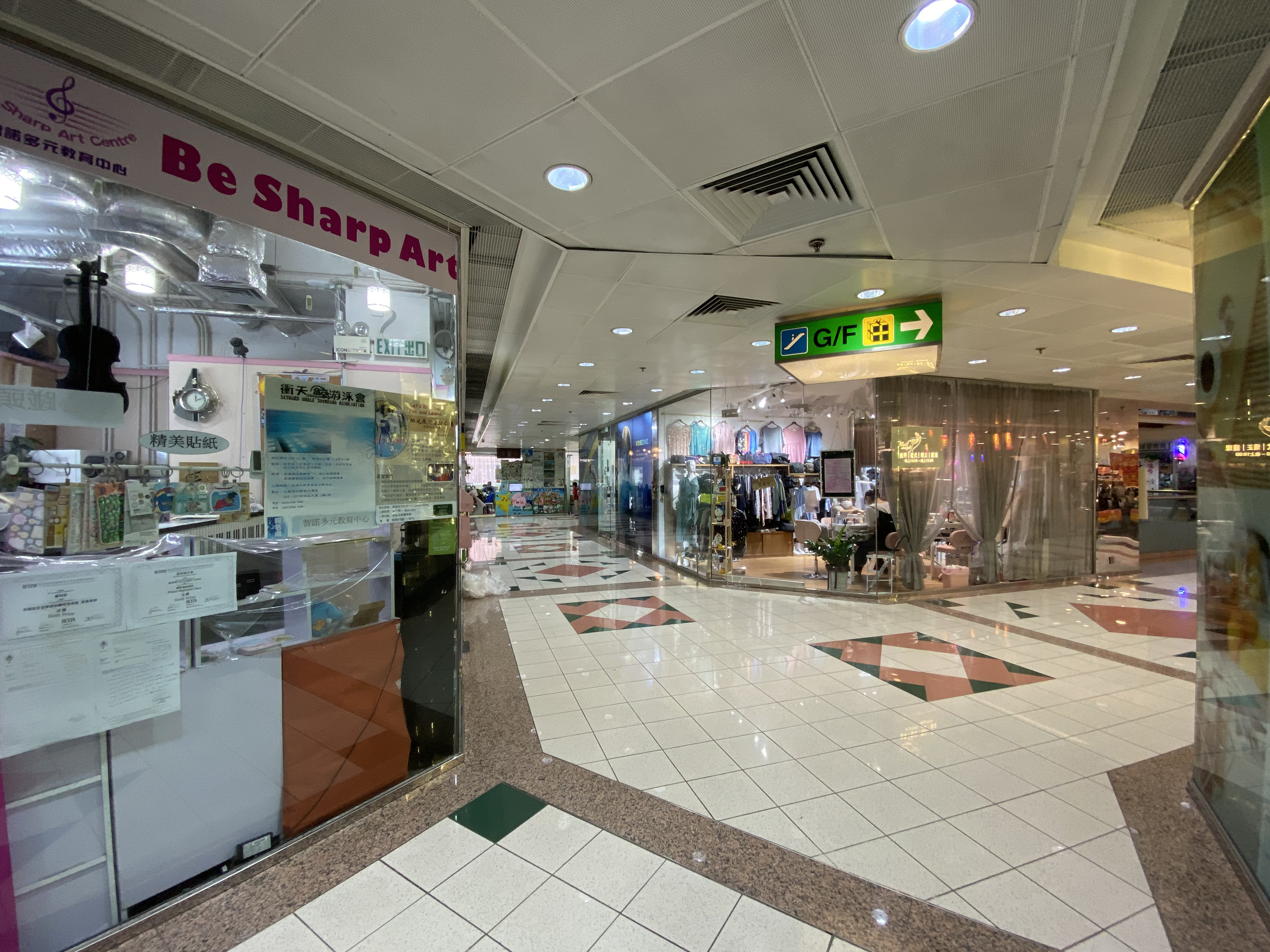
1樓商店以兒童學習中心為主

## 鄰近地方
屋苑公共設施齊備，毗鄰郵政局、體育館和街市等。

### 公共屋邨
- 華明邨
- 華心邨
- 雍盛苑

### 居屋
- 欣盛苑
- 景盛苑
- 雍盛苑
- 昌盛苑

### 私人屋苑
- 牽晴間
- 碧湖花園

## 周邊設施

### 小學
- 基督教粉嶺神召會小學
- 鳳溪廖潤琛紀念學校
- 方樹福堂基金方樹泉小學
- 五旬節于良發小學
- 香海正覺蓮社佛教正覺蓮社學校

### 中學
- 保良局馬錦明中學
- 宣道會陳朱素華紀念中學
- 粉嶺救恩書院
- 聖芳濟各書院
- 粉嶺官立中學
- 基新中學

### 商場
- 華明商業中心（連街市）
- 惠食廣場（連街市）

### 郵局
- 華明郵政局

### 康樂設施
- 和興體育館
- 百福田心遊樂場

## 外部連結
- 官方網址 （页面存档备份，存于）